# Andzsang kogurjói király
Andzsang (Anjang) (? – 531) az ókori Kogurjo (Goguryeo) állam huszonkettedik királya volt.

## Élete
Ko Hungan (Go Heung-an) néven született, Mundzsa (Munja) legidősebb fiaként, 498-ban lett koronaherceg, majd apja halálát követően 519-ben király.
Uralkodásáról keveset tudni, jó viszonyt ápolt a Liang-dinasztiával és az Északi Vej (Wei)jel. Feljegyzések szerint valószínűleg meggyilkolták, ebből arra lehet következtetni, hogy nem volt békés az uralkodása. A Nihonsoki szerint is meggyilkolták. Halálának dátuma egyes dokumentumokban másképp szerepel, a Liang su (Liang shu) 526-ra teszi, a Szamguk szagi (Samguk sagi) viszont 531-re. A trónön öccse, Bojon (보연, Boyeon) követte.
Nevéhez legenda fűződik, mely szerint még hercegként beleszeretett egy pekcsei (baekjei) nőbe, akit börtönbe vetettek az ellenség segítéséért. Andzsang (Anjang) sereget küldött a kiszabadítására és királynőjévé tette meg. Egyes források szerint ez a legenda a később népszerűvé vált Cshunhjangga (Chunhyangga) alapja.